# Luding (Datenbank)
Luding (der Name abgeleitet von lateinisch: ludere = „spielen“) ist eine werbefreie Online-Datenbank, die Spiele, Spieleautoren und Spieleverlage katalogisiert. Mehr als 30.000 Spiele, 8.500 Autoren und 4.500 Verlage sind eingetragen (Stand: Juni 2018). Damit ist es die größte deutschsprachige Web-Spieledatenbank. Es sind vor allem deutschsprachige Spiele, aber auch einige englischsprachige, verzeichnet. Zu vielen Spielen sind auch noch Rezensionen von verschiedenen Rezensenten auf Deutsch oder Englisch gespeichert oder als Verweis auf andere Webseiten eingetragen. Über 65.000 Rezensionen sind hier verlinkt (Stand: Juni 2018).

## Geschichte
Der aus Hamburg stammende Münchner Programmierer Mario Boller-Olfert hat die ursprünglich GameBase genannte Spiele-Datenbank erstellt, die später in Luding umbenannt wurde. Ab 1997 wurde die Datenbank einmal im Monat von Stefanie Kethers in Deutschland bei der RWTH Aachen gespiegelt. Als 1998 Boller-Olfert die Datenbank aus zeitlichen Gründen aufgeben wollte, übernahmen Stefanie Kethers und Jörg Henrichs die weitere Pflege. Bis Dezember 2013 wurde sie komplett bei der RWTH Aachen betrieben. Nach mehreren Überarbeitungen der zugrundeliegenden Software zog die Datenbank 2001 auf die Domain luding.org um. Von 2003 bis Ende 2013 wurde die Datenbank ausschließlich von Jörg Henrichs gepflegt. Im Januar 2014 hat das Online-Spielemagazin H@LL9000 von Frank Gartner die Pflege der Datenbank übernommen und betreibt den Internetauftritt.

## Belege
1. ↑  Profil Boller-Olfert, abgerufen am 12. Juli 2018
2. ↑  Systemkonzept der MiNBank, Sourceforge, abgerufen am 12. Juli 2018
3. ↑  siehe Luding.org Deskription